# Amstel Gold Race 2009
De 44ste editie van de Amstel Gold Race werd verreden op 19 april 2009. De start was weer op de markt van Maastricht en de finish wederom op de Cauberg. In 2009 was Eneco voor het eerst de derde grote sponsor van de koers, naast Amstel en Holland Casino.

## Parcours
Het parcours was voor een groot deel hetzelfde als normaal in de Amstel Gold Race. Alle bekende hellingen, zoals de Eyserbosweg, de Keutenberg en de Cauberg, moesten ook dit jaar beklommen worden.

## Ploegen
| 18 UCI ProTour-ploegen | 18 UCI ProTour-ploegen | 18 UCI ProTour-ploegen | 6 wildcards                                     |
| ---------------------- | ---------------------- | ---------------------- | ----------------------------------------------- |
| AG2R-La Mondiale       | Française des Jeux     | Rabobank               | Skil-Shimano                                    |
| Astana                 | Fuji-Servetto          | Silence-Lotto          | Vacansoleil                                     |
| Bouygues Télécom       | Garmin-Slipstream      | Team Columbia-HTC      | Topsport Vlaanderen                             |
| Caisse d'Epargne       | Lampre                 | Team Katjoesja         | Landbouwkrediet-Colnago                         |
| Cofidis                | Liquigas               | Team Milram            | Serramenti PVC Diquigiovanni-Androni Giocattoli |
| Euskaltel-Euskadi      | Quick Step             | Team Saxo Bank         | Cervélo TestTeam                                |

## Uitslag
| Amstel Gold Race 2009 (257,4 km) |                       |                  |          |
| Plaats                           | Naam                  | Ploeg            | Tijd     |
| Winnaar                          | Sergej Ivanov         | Katjoesja        | 6u38'46" |
| 2                                | Karsten Kroon         | Team Saxo Bank   | z.t.     |
| 3                                | Robert Gesink         | Rabobank         | + 8"     |
| 4                                | Philippe Gilbert      | Silence-Lotto    | z.t.     |
| 5                                | Damiano Cunego        | Lampre           | z.t.     |
| 6                                | Aleksandr Kolobnev    | Team CSC         | z.t.     |
| 7                                | Simon Gerrans         | Cervélo TestTeam | z.t.     |
| 8                                | Nick Nuyens           | Rabobank         | z.t.     |
| 9                                | Christian Pfannberger | Katjoesja        | z.t.     |
| 10                               | Andy Schleck          | Team Saxo Bank   | z.t.     |

1966 · 1967 · 1968 · 1969 · 1970 · 1971 · 1972 · 1973 · 1974 · 1975 · 1976 · 1977 · 1978 · 1979 · 1980 · 1981 · 1982 · 1983 · 1984 · 1985 · 1986 · 1987 · 1988 · 1989 · 1990 · 1991 · 1992 · 1993 · 1994 · 1995 · 1996 · 1997 · 1998 · 1999 · 2000 · 2001 · 2002 · 2003 · 2004 · 2005 · 2006 · 2007 · 2008 · 2009 · 2010 · 2011 · 2012 · 2013 · 2014 · 2015 · 2016 · 2017 · 2018 · 2019 · 2020 · 2021 · 2022 · 2023 · 2024

Lijst van beklimmingen
 Tour Down Under · 
 Ronde van Vlaanderen · 
 Ronde van het Baskenland · 
 Gent-Wevelgem · 
 Amstel Gold Race · 
 Ronde van Romandië · 
 Ronde van Catalonië · 
 Critérium du Dauphiné Libéré · 
 Ronde van Zwitserland · 
 Clásica San Sebastián · 
 Ronde van Polen · 
 Vattenfall Cyclassics · 
  Eneco Tour · 
 GP Ouest France-Plouay